# Aeroporto Internacional Licenciado Gustavo Díaz Ordaz
O Aeroporto Internacional Licenciado Gustavo Díaz Ordaz (IATA: PVR, ICAO: MMPR) é um aeroporto internacional localizado em Puerto Vallarta, no estado de Jalisco, no México.
Seu nome homenageia o ex-presidente do México Gustavo Díaz Ordaz (1964-1970).
O aeroporto teve um total de 4 931 026 passageiros em 2019 e 2 536 100 em 2020.